# Madame Rolandová
Marie-Jeanne Manon Rolandová de La Platiére, zvaná Madame Roland (17. března 1754 Paříž – 8. listopadu 1793 Paříž), byla společně se svým manželem Jeanem-Mariem Rolandem francouzskou revolucionářkou z období Velké francouzské revoluce.

## Život

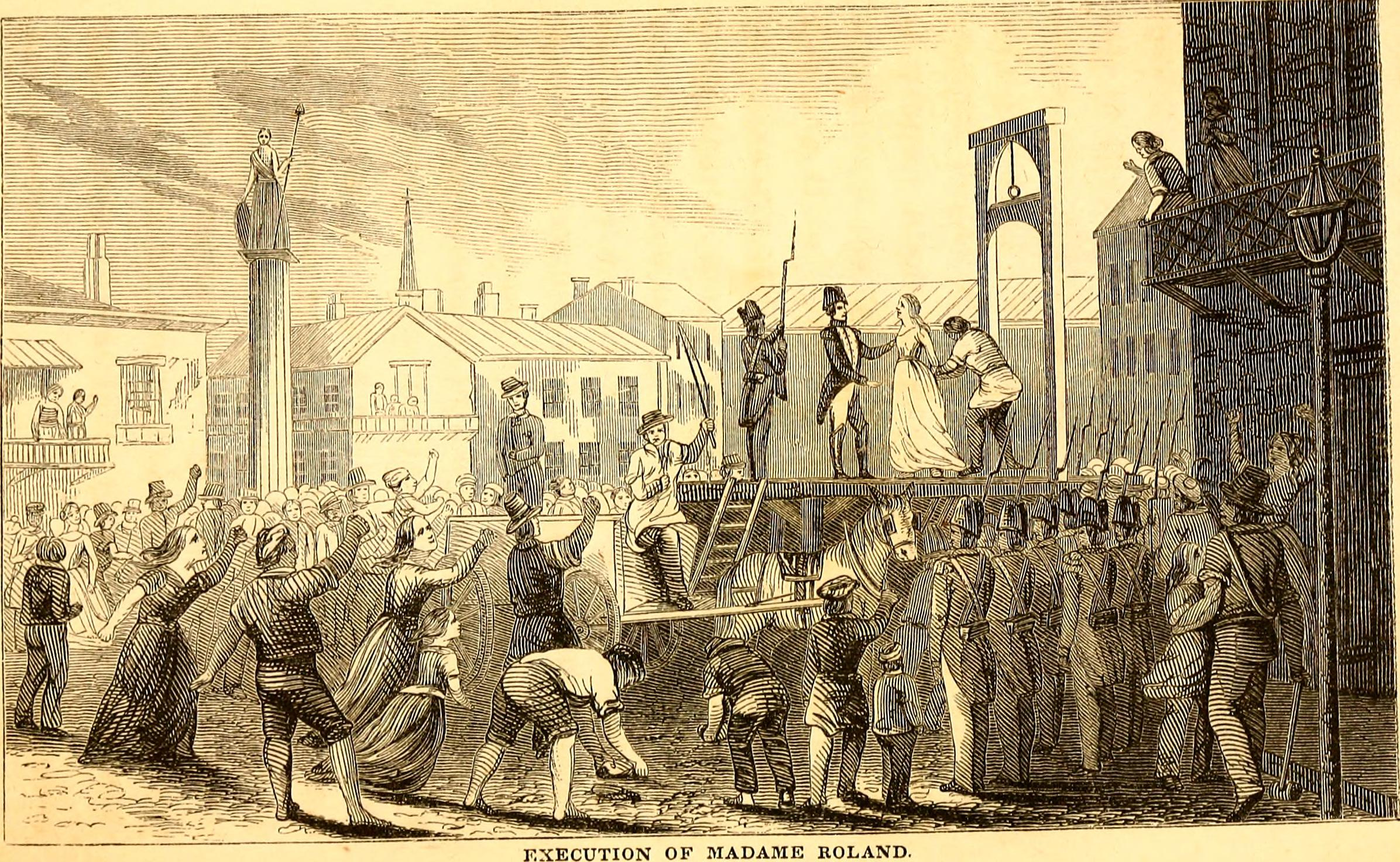
Execution of Madame Roland. Rytina z životopisné knihy Johna S. C. Abbotta o Mme Rolandové (1850)

Narodila se roku 1754 jako dcera Gratiena Philippona a Madame Philipponové. V mládí studovala literaturu, hudbu a kresbu a později získala vzdělání i na klášterní škole. Roku 1780 se vdala za o 20 let staršího Jeana Rolanda de La Platiére, s nímž se věnovala literární tvorbě. O rok později se jim narodila dcera Eudora (1781–1858).
Poté, co se manželé přestěhovali do Lyonu, účastnili se politického života a vydávali noviny. Roku 1791 se přestěhovali do Paříže, kde se ocitli v centru politického dění a Roland byl zvolen do Zákonodárného shromáždění. Madame Rolandová otevřela salón, který se stal místem setkávání významných revolucionářů a začalo se zde formovat budoucí politické uskupení girondistů. Rolandovi se brzy stali jedněmi z nejvlivnějších lidí revoluce. Madame Rolandová pomáhala manželovi v politice a psala jeho proslovy, prohlášení a dopisy. Dostala se do boje s radikálními montagardy a často byla terčem jejich nevybíravých narážek. V červnu roku 1793 byla spolu s ostatními girondisty zatčena a dne 8. listopadu 1793 odsouzena k smrti a popravena. Pohřbena byla na pařížském hřbitově Madeleine.
Její manžel, kterému se podařilo prchnout z Paříže, poté co se dozvěděl o její smrti, spáchal sebevraždu.
Madame Rolandová a François-Nicolas Buzot se spolu přátelili; Rolandová mu z vězení psala dopisy, jež se zachovaly stejně jako její memoáry. Buzot rovněž spáchal sebevraždu.